# Carnegie Art Award

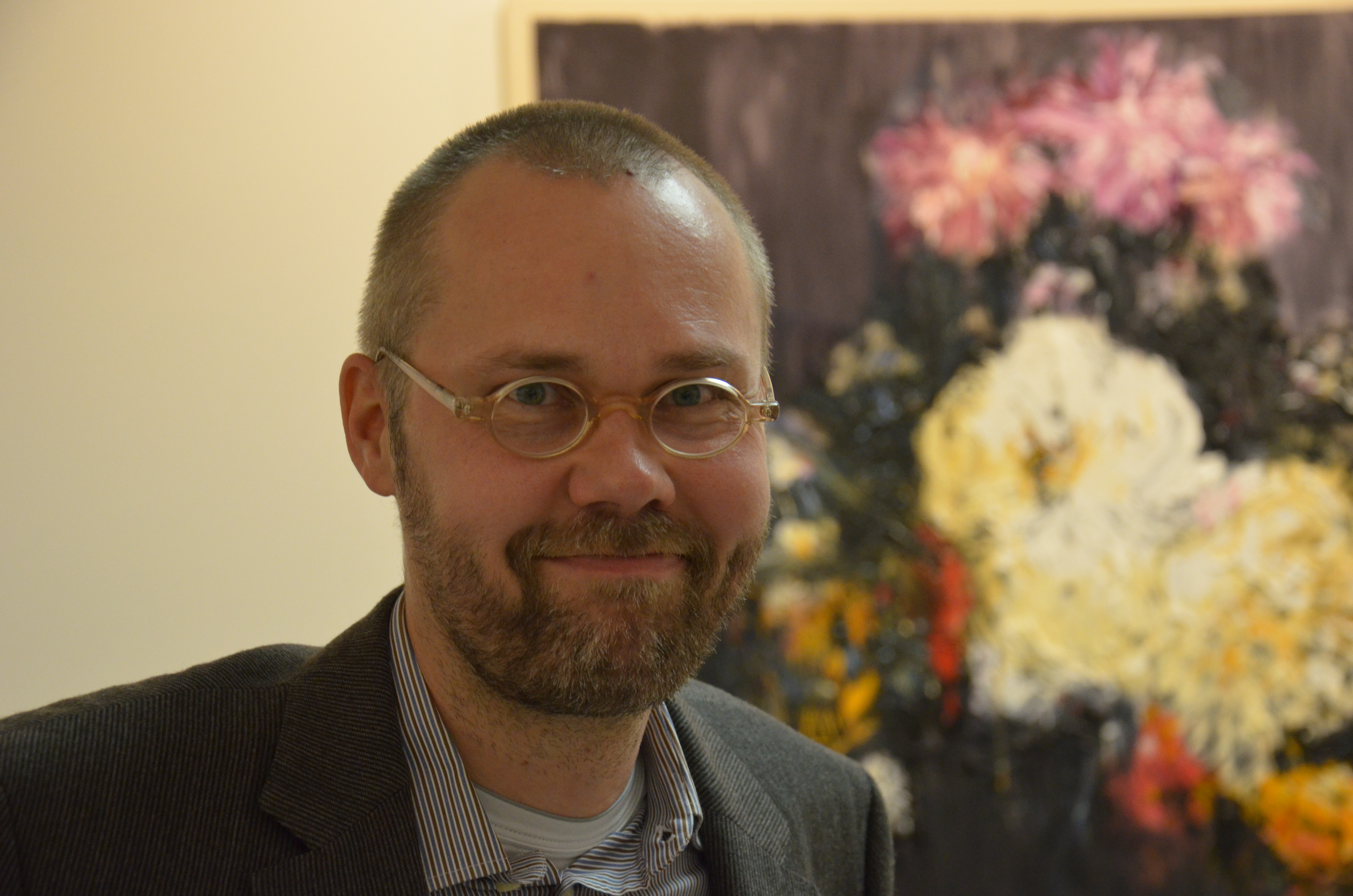
Heikki Marila, lauréat 2012

Le Carnegie Art Award est une récompense suédoise créée en 1998 par le groupe financier suédois Carnegie Investment Bank pour promouvoir l'art contemporain nordique.

## Lauréats
| Année | Premier prix SEK 1,000,000    | Deuxième prix SEK 600,000     | Troisième prix SEK 400,000            | Bourse SEK 100,000              |
| ----- | ----------------------------- | ----------------------------- | ------------------------------------- | ------------------------------- |
| 1998  | Ulrik Samuelsson, Suède       | Nina Roos, Finlande           | Torsten Andersson, Suède              | Jussi Niva, Finlande            |
| 1999  | Rolf Hansson, Suède           | Silja Rantanen, Finlande      | Clay Ketter, Suède                    | Tal R, Danemark                 |
| 2000  | Mari Slaattelid, Norvège      | Hreinn Friðfinnsson, Islande  | Petri Hytönen, Finlande               | John Kørner, Danemark           |
| 2001  | Jan Håfström, Suède           | Carolus Enckell, Finlande     | Johan Scott, Finlande                 | Jens Fänge, Suède               |
| 2002  | Troels Wörsel, Danemark       | Lena Cronqvist, Suède         | Tal R, Danemark                       | David Svensson, Suède           |
| 2004  | Nina Roos, Finlande           | Anette H. Flensburg, Danemark | Olav Christopher Jenssen, Norvège     | Elina Brotherus, Finlande       |
| 2006  | Karin Mamma Andersson, Suède  | Eggert Pétursson, Islande     | Petra Lindholm, Finlande              | Sirous Namazi, Suède            |
| 2008  | Torsten Andersson, Suède      | Jesper Just, Danemark         | John Kørner, Danemark                 | Nathalie Djurberg, Suède        |
| 2010  | Kristján Guðmundsson, Islande | Kristina Jansson, Suède       | Felix Gmelin, Suède                   | Marie Södergaard Lolk, Danemark |
| 2012  | Heikki Marila, Finlande       | Ann Edholm, Suède             | Christian Schmidt-Rasmussen, Danemark | Klara Lidén, Suède              |
| 2014  | Dag Erik Elgin, Norvège       | Sophie Tottie, Suède          | A Kassen, Danemark                    | Davið Örn Halldórsson, Islande  |